# 伯靈頓 (堪薩斯州)
伯靈頓為美国堪薩斯州科菲縣轄下的城市，也是科菲縣的縣治。根據2010年美國人口普查，此城市人口有2,674人。

## 歷史
伯靈頓設立於1857年。城市的名字是由其中一位設立者以位在佛蒙特州的故鄉伯靈頓命名。
原本在漢普登（Hampden，已不存在的城鎮）開設的郵政局於1858年2月16日時搬遷至此城市。

## 地理
伯靈頓坐落於北緯38度11分40秒、西經95度44分44秒（亦可表示為38.194420, -95.745532）處。根據美国人口调查局的資料，此城市總面積為5.72平方（2.21平方英里），其中有5.70平方（2.20平方英里）屬於陸地，有0.03平方（0.01平方英里）屬於水域。

### 氣候
夏季溼熱、冬季不甚乾冷為此地區的氣候特徵。根據柯本气候分类法，伯靈頓的氣候屬於副热带湿润气候（氣候圖簡寫「Cfa」）。

## 人口統計
| 调查年                | 人口  | 备注   | %±     |
| --------------------- | ----- | ------ | ------ |
| 1860                  | 118   |        | —      |
| 1870                  | 960   |        | 713.6% |
| 1880                  | 2,011 |        | 109.5% |
| 1890                  | 2,239 |        | 11.3%  |
| 1900                  | 2,418 |        | 8.0%   |
| 1910                  | 2,180 |        | −9.8%  |
| 1920                  | 2,236 |        | 2.6%   |
| 1930                  | 2,273 |        | 1.7%   |
| 1940                  | 2,379 |        | 4.7%   |
| 1950                  | 2,304 |        | −3.2%  |
| 1960                  | 2,113 |        | −8.3%  |
| 1970                  | 2,099 |        | −0.7%  |
| 1980                  | 2,901 |        | 38.2%  |
| 1990                  | 2,735 |        | −5.7%  |
| 2000                  | 2,790 |        | 2.0%   |
| 2010                  | 2,674 |        | −4.2%  |
| 2014年估计            | 2,635 | [ 13 ] | −1.5%  |
| U.S. Decennial Census |       |        |        |

### 2010年普查
據2010年的人口普查，此城市人口有2,674人，戶數1,138戶，699個家庭。人口密度為469.3人/每平方公里（1,215.5人/每平方英里）。此城市有1,296棟住宅，平均每平方公里有227.5棟住宅。此城市居民之種族中，白人佔94.7%，非裔美國人佔1.0%，美洲原住民佔1.0%，亞裔美國人佔0.9%，其他種族佔0.7%，混血種族則佔1.7%。而西班牙裔或拉丁裔美國人佔此城市人口的2.5%。
此城市之戶籍數計有1,138戶。其中擁有18歲以下孩童的住戶佔30.8%；已婚夫婦且同居的住戶佔45.7%，住戶為未婚女性者佔12.2%；住戶為未婚男性者佔3.5%；住戶並非一個家庭的佔38.6%。住戶為獨自一人居住的佔全戶之33.7%，其中有14.1%為65歲或以上之獨居老人。每戶住戶平均成員人數為2.27人，每個家庭平均成員人數則是2.88人。
此城市居民之年齡中位數為41.1歲。以年齡層分類，年齡低於18歲者佔24.6%；年齡介在18歲至24歲之間者佔6.9%；年齡介在25歲至44歲之間者佔22.8%；年齡介在45歲至64歲之間者佔27.2%；年齡高於65歲者佔18.3%。男性佔全市人口之47.4%，女性則佔全市人口之52.6%。

### 2000年普查
據2000年人口普查，此城市人口有2,790人，戶數1,122戶，713個家庭。人口密度為522.9人/每平方公里（1,354.7人/每平方英里）。此城市有1,277棟住宅，平均每平方公里有239.3棟住宅。此城市居民之種族中，白人佔95.95%，非裔美國人或黑人佔0.32%，美洲原住民佔0.57%，亞裔美國人佔0.68%，其他種族佔0.61%，混血種族則佔1.86%。而西班牙裔或拉丁裔美國人佔此城市人口的1.79%。
此城市之戶籍數計有1,122戶，其中擁有18歲以下孩童的住戶佔33.1%；已婚夫婦且同居的住戶佔50.7%，住戶為未婚女性者佔10.1%；住戶並非一個家庭的佔36.4%。住戶為獨自一人居住的佔全戶之33.1%，其中有16.1%為65歲或以上之獨居老人。每戶住戶平均成員人數為2.38人，每個家庭平均成員人數則是3.02人。
以年齡層分類，年齡低於18歲者佔26.0%；年齡介在18歲至24歲之間者佔8.4%；年齡介在25歲至44歲之間者佔27.5%；年齡介在45歲至64歲之間者佔20.3%；年齡高於65歲者佔17.8%。此城市居民之年齡中位數為38歲。性別比方面，每100名女性所對應的男性數為87.6名，如只計算18歲或以上的居民，則是每100名女性所對應的男性數為84.1名。
此城市每戶平均收入為36,174美元，每個家庭平均收入為43,021美元。男性平均收入30,946美元；女性平均收入20,357美元。此城市人均收入為18,443美元。此城市約有5.2%的家庭以及7.6%的居民低於貧窮門檻，其中18歲以下者占7.2%，65歲以上者佔9.8%。

## 沃爾夫克里克發電廠
沃爾夫克里克發電廠坐落於伯靈頓東北方，為堪薩斯州唯一一座核能發電廠。此發電廠位於科菲縣湖（Coffey County Lake）上，而這座湖即是此發電廠的冷卻水池。此發電廠自1985年開始營運，也是當地的一座地標性建築。此發電廠由沃爾夫克里克核能營運公司（Wolf Creek Nuclear Operating Corporation，WCNOC）所經營，另外其他的業主還包括堪薩斯州煤氣與電力公司（Kansas Gas & Electric，西星能源公司的一部分）、堪薩斯城電力與照明公司（Kansas City Power and Light Company，大平原能源公司的一部分）以及堪薩斯州電力合作組織（Kansas Electric Power Cooperative，KEPCO）等。

## 教育

### 公立學校
- 伯靈頓高中（Burlington High School）
- 伯靈頓中學（Burlington Middle School）
- 伯靈頓小學（Burlington Elementary School）

### 大學
- 艾倫社區學院（英语：Allen Community College）

## 外部連結
城市
- 伯靈頓市（页面存档备份，存于）
- 伯靈頓—公職人員名錄

學校
- USD 244（页面存档备份，存于），所在學區

地圖
- 伯靈頓市地圖（页面存档备份，存于），堪薩斯州運輸部

## 延伸閱讀
- History of the State of Kansas; William G. Cutler; A.T. Andreas Publisher; 1883. (Online HTML eBook)（页面存档备份，存于）
- Kansas : A Cyclopedia of State History, Embracing Events, Institutions, Industries, Counties, Cities, Towns, Prominent Persons, Etc; 3 Volumes; Frank W. Blackmar; Standard Publishing Co; 944 / 955 / 824 pages; 1912. (Volume1 - Download 54MB PDF eBook),(Volume2 - Download 53MB PDF eBook), (Volume3 - Download 33MB PDF eBook)